# الحوقري (السدة)

تعديل مصدري - تعديل

الحوقري هي إحدى قرى عزلة بني الحارث بمديرية السدة التابعة لمحافظة إب، بلغ تعداد سكانها 199 نسمة حسب تعداد اليمن لعام 2004.